# Baeoptila
Baeoptila is een geslacht van vlinders van de familie van de grasmotten (Crambidae), uit de onderfamilie van de Musotiminae. De wetenschappelijke naam en de beschrijving van dit geslacht zijn voor het eerst gepubliceerd in 1908 door Alfred Jefferis Turner.

## Soorten
- Baeoptila leptorrhoda (Turner, 1908)
- Baeoptila oculalis (Hampson, 1897)
- Baeoptila selenias Turner, 1908